# Championnats du monde de patinage artistique 1939
Navigation
Mondiaux 1938 Mondiaux 1947
Les championnats du monde de patinage artistique 1939 ont lieu les 11 et 12 février 1939 à Prague en Tchécoslovaquie pour les Dames, et du 17 au 19 février 1939 à la patinoire extérieure du parc Városliget de Budapest en Hongrie pour les Messieurs et les Couples.  
Ces mondiaux de patinage artistique sont les derniers avant la Seconde Guerre mondiale. 

## Qualifications
Les patineurs sont éligibles à l'épreuve s'ils représentent une nation membre de l'Union internationale de patinage (International Skating Union en anglais). Les fédérations nationales sélectionnent leurs patineurs en fonction de leurs propres critères. 

## Podiums
| Épreuves                      | Or                        | Argent                    | Bronze                    |
| ----------------------------- | ------------------------- | ------------------------- | ------------------------- |
| Messieurs résultats détaillés | Graham Sharp              | Freddie Tomlins           | Horst Faber               |
| Dames résultats détaillés     | Megan Taylor              | Hedy Stenuf               | Daphne Walker             |
| Couples résultats détaillés   | Maxi Herber / Ernst Baier | Ilse Pausin / Erik Pausin | Inge Koch / Günther Noack |

## Tableau des médailles
| Rang  | Nation      | Or | Argent | Bronze | Total |
| ----- | ----------- | -- | ------ | ------ | ----- |
| 1     | Royaume-Uni | 2  | 1      | 1      | 4     |
| 2     | Allemagne   | 1  | 1      | 2      | 4     |
| 3     | États-Unis  | 0  | 1      | 0      | 1     |
| Total | Total       | 3  | 3      | 3      | 9     |

## Détails des compétitions

### Messieurs
| Rang | Nom              | Nation      | Places | Points | Fig. impo. | Prog. libre |
| ---- | ---------------- | ----------- | ------ | ------ | ---------- | ----------- |
| 1    | Graham Sharp     | Royaume-Uni | 5      |        |            |             |
| 2    | Freddie Tomlins  | Royaume-Uni | 11     |        |            |             |
| 3    | Horst Faber      | Allemagne   | 15     |        |            |             |
| 4    | Edi Rada         | Allemagne   | 24     |        |            |             |
| 5    | Herbert Alward   | Hongrie     | 27     |        |            |             |
| 6    | Elemér Terták    | Hongrie     | 25     |        |            |             |
| 7    | Kristof Kallay   | Hongrie     | 36     |        |            |             |
| 8    | Franz Loichinger | Allemagne   | 39     |        |            |             |
| 9    | Per Cock-Clausen | Danemark    | 43     |        |            |             |
| 10   | Max Bindea       | Roumanie    | 52     |        |            |             |
| 11   | Alfred Hirv      | Pologne     | 53     |        |            |             |

### Dames
| Rang | Nom                     | Nation          | Places | Points | Fig. impo. | Prog. libre |
| ---- | ----------------------- | --------------- | ------ | ------ | ---------- | ----------- |
| 1    | Megan Taylor            | Royaume-Uni     | 5      |        |            |             |
| 2    | Hedy Stenuf             | États-Unis      | 14     |        |            |             |
| 3    | Daphne Walker           | Royaume-Uni     | 15     |        |            |             |
| 4    | Lydia Veicht            | Allemagne       | 18     |        |            |             |
| 5    | Eva Nyklova             | Tchécoslovaquie | 27     |        |            |             |
| 6    | Emmy Putzinger          | Allemagne       | 29     |        |            |             |
| 7    | Marta Musilek           | Allemagne       | 37     |        |            |             |
| 8    | Gladys Jagger           | Royaume-Uni     | 35     |        |            |             |
| 9    | Gerd Helland-Bjørnstad  | Norvège         | 52     |        |            |             |
| 10   | Anne-Marie Saether      | Norvège         | 53     |        |            |             |
| 11   | Anita Wägeler           | Allemagne       | 54     |        |            |             |
| 12   | Turid Helland-Bjørnstad | Norvège         | 57     |        |            |             |
| 13   | Britta Rahlen           | Suède           | 52     |        |            |             |
| 14   | Jacqueline Bossoutrot   | France          | 65     |        |            |             |
| 15   | Zdenka Porgesova        | Tchécoslovaquie | 75     |        |            |             |

### Couples
| Rang | Nom                                        | Nation      | Places | Points |
| ---- | ------------------------------------------ | ----------- | ------ | ------ |
| 1    | Maxi Herber / Ernst Baier                  | Allemagne   | 8      |        |
| 2    | Ilse Pausin / Erik Pausin                  | Allemagne   | 13     |        |
| 3    | Inge Koch / Günther Noack                  | Allemagne   | 24     |        |
| 4    | Piroska Szekrényessy / Attila Szekrényessy | Hongrie     | 32     |        |
| 5    | Violet Cliff / Leslie Cliff                | Royaume-Uni | 38     |        |
| 6    | Pierette Dubois / Paul Dubois              | Suisse      | 44.5   |        |
| 7    | Nadine Szilassy / Ferenc Kertész           | Hongrie     | 48     |        |
| 8    | Erika Bass / Béla Barcza                   | Hongrie     | 51     |        |
| 9    | Stephanie Kalusz / Ervin Kalusz            | Pologne     | 62.5   |        |
| 10   | Sylva Palme / Paul Schwab                  | Yougoslavie | 64     |        |